# Limma

Apotome+Limma

Limma (též leimma) je hudební interval, jeden ze dvou půltónů používaných v pythagorejském ladění. Odvozuje se od řady pěti čistých kvint zmenšených o tři oktávy; např. C-G-D-A-E-H, limma je potom podíl frekvencí tónu H zmenšeného o tři oktávy a tónu C. Tento interval má velikost
{\displaystyle \left({\frac {3}{2}}\right)^{5}:\left({\frac {2}{1}}\right)^{3}={\frac {243}{256}}\approx 90{,}22\;\mathrm {centu} }